# Leucania hamata
Leucania hamata là một loài bướm đêm trong họ Noctuidae.